# Ilūkstes novads
Ilūkstes novads was van 2009 tot medio 2021 een gemeente in Selonië in het zuiden van Letland. Hoofdplaats was Ilūkste.
De gemeente ontstond in 2009 na een herindeling uit de steden Ilūkste en Subate en de landelijke gemeenten Bebrene, Dviete, Eglaine, Ilūkste, Pilskalne, Prode en Šēdere.
Op 1 juli 2021 fuseerde Ilūkstes novads met buurgemeente Daugavpils novads. Sindsdien vormt ze een onderdeel van de nieuwe gemeente Augšdaugavas novads.

## Etnische samenstelling
Op 1 januari 2010 was de etnische samenstelling van de gemeente als volgt:
| Etnische groep | Aantal | %       |
| -------------- | ------ | ------- |
| Letten         | 5765   | 63,41 % |
| Russen         | 1871   | 20,58 % |
| Polen          | 770    | 8,47 %  |
| Wit-Russen     | 251    | 2,76 %  |
| Litouwers      | 242    | 2,66 %  |
| Diversen       | 192    | 2,11 %  |

Steden van de Republiek (republikas pilsētas):

Daugavpils · Jēkabpils · Jelgava · Jūrmala · Liepāja · Rēzekne · Riga · Valmiera · Ventspils

Gemeenten (novadi):

Aglona · Aizkraukle · Aizpute · Aknīste · Aloja · Alsunga · Alūksne · Amata · Ape · Auce · Ādaži · Babīte · Baldone · Baltinava · Balvi · Bauska · Beverīna · Brocēni · Burtnieki · Carnikava · Cēsis · Cesvaine · Cibla · Dagda · Daugavpils · Dobele · Dundaga · Durbe · Engure · Ērgļi · Garkalne · Grobiņa · Gulbene · Iecava · Ikšķile · Inčukalns · Ilūkste · Jaunjelgava · Jaunpiebalga · Jaunpils · Jēkabpils · Jelgava · Kandava · Kārsava · Kocēni · Koknese · Krāslava · Krimulda · Krustpils · Kuldīga · Ķegums · Ķekava · Lielvārde · Līgatne · Limbaži · Līvāni · Lubāna · Ludza · Madona · Mālpils · Mārupe · Mazsalaca · Mērsrags · Naukšēnu · Nereta · Nīca · Ogre · Olaine · Ozolnieki · Pārgauja · Pāvilosta · Pļaviņas · Preiļi · Priekule · Priekuļi · Rauna · Rēzekne · Riebiņi · Roja · Ropaži · Rucava · Rugāji · Rundāle · Rūjiena · Salacgrīva · Sala · Salaspils · Saldus · Saulkrasti · Sēja · Sigulda · Skrīveri · Skrunda · Smiltene · Stopiņi · Strenči · Talsi · Tērvete · Tukums · Vaiņode · Valka · Varakļāni · Vārkava · Vecpiebalga · Vecumnieki · Ventspils · Viesīte · Viļaka · Viļāni · Zilupe